# São Paulo Indy 300 de 2011
A Itaipava São Paulo Indy 300 presented by Nestlé de 2011 foi a quarta corrida da temporada de 2011 da IndyCar Series. A corrida foi realizada nos dias 1 e 2 de maio no Circuito do Anhembi, na cidade de São Paulo, Brasil. Após um atraso de quase 2 horas e meia devido a chuva, a corrida foi transferida para a segunda feira e o vencedor foi o australiano Will Power, da equipe Team Penske.

## Pilotos e Equipes
| Nº | Piloto                 | Equipe                       | Chassis | Motor | Pneu |
| -- | ---------------------- | ---------------------------- | ------- | ----- | ---- |
| 2  | Oriol Servià           | Newman/Haas Racing           | Dallara | Honda | F    |
| 3  | Hélio Castroneves      | Team Penske                  | Dallara | Honda | F    |
| 4  | J. R. Hildebrand (R)   | Panther Racing               | Dallara | Honda | F    |
| 5  | Takuma Sato            | KV Racing Technology - Lotus | Dallara | Honda | F    |
| 6  | Ryan Briscoe           | Team Penske                  | Dallara | Honda | F    |
| 06 | James Hinchcliffe (R)  | Newman/Haas Racing           | Dallara | Honda | F    |
| 7  | Danica Patrick         | Andretti Autosport           | Dallara | Honda | F    |
| 9  | Scott Dixon            | Chip Ganassi Racing          | Dallara | Honda | F    |
| 10 | Dario Franchitti       | Chip Ganassi Racing          | Dallara | Honda | F    |
| 12 | Will Power             | Team Penske                  | Dallara | Honda | F    |
| 14 | Vitor Meira            | A. J. Foyt Enterprises       | Dallara | Honda | F    |
| 17 | Raphael Matos          | AFS Racing                   | Dallara | Honda | F    |
| 18 | James Jakes (R)        | Dale Coyne Racing            | Dallara | Honda | F    |
| 19 | Sébastien Bourdais (R) | Dale Coyne Racing            | Dallara | Honda | F    |
| 22 | Justin Wilson          | Dreyer & Reinbold Racing     | Dallara | Honda | F    |
| 24 | Ana Beatriz (R)        | Dreyer & Reinbold Racing     | Dallara | Honda | F    |
| 26 | Marco Andretti         | Andretti Autosport           | Dallara | Honda | F    |
| 27 | Mike Conway            | Andretti Autosport           | Dallara | Honda | F    |
| 28 | Ryan Hunter-Reay       | Andretti Autosport           | Dallara | Honda | F    |
| 34 | Sebastian Saavedra (R) | Conquest Racing              | Dallara | Honda | F    |
| 38 | Graham Rahal           | Chip Ganassi Racing          | Dallara | Honda | F    |
| 59 | E. J. Viso             | KV Racing Technology - Lotus | Dallara | Honda | F    |
| 77 | Alex Tagliani          | Sam Schmidt Motorsports      | Dallara | Honda | F    |
| 78 | Simona de Silvestro    | HVM Racing                   | Dallara | Honda | F    |
| 82 | Tony Kanaan            | KV Racing Technology - Lotus | Dallara | Honda | F    |
| 83 | Charlie Kimball (R)    | Chip Ganassi Racing          | Dallara | Honda | F    |

- (R) - Rookie

## Resultados

### Treino classificatório
| Pos.      | Nº | Piloto                 | Equipe                       | Q1        | Q1        | Q2        | Q3        |
| Pos.      | Nº | Piloto                 | Equipe                       | Grupo 1   | Grupo 2   | Q2        | Q3        |
| --------- | -- | ---------------------- | ---------------------------- | --------- | --------- | --------- | --------- |
| 1         | 12 | Will Power             | Team Penske                  |           | 1:22.2329 | 1:22.0675 | 1:21.8958 |
| 2         | 28 | Ryan Hunter-Reay       | Andretti Autosport           | 1:23.3280 |           | 1:23.3374 | 1:22.2975 |
| 3         | 9  | Scott Dixon            | Chip Ganassi Racing          |           | 1:22.5791 | 1:22.3611 | 1:22.3620 |
| 4         | 6  | Ryan Briscoe           | Team Penske                  |           | 1:22.7224 | 1:22.3028 | 1:22.3937 |
| 5         | 38 | Graham Rahal           | Chip Ganassi Racing          | 1:23.1280 |           | 1:22.3886 | 1:22.4970 |
| 6         | 10 | Dario Franchitti       | Chip Ganassi Racing          |           | 1:22.7716 | 1:22.2273 | 1:22.6103 |
| 7         | 3  | Hélio Castroneves      | Team Penske                  | 1:23.1988 |           | 1:22.6283 |           |
| 8         | 22 | Justin Wilson          | Dreyer & Reinbold Racing     |           | 1:23.2549 | 1:22.6471 |           |
| 9         | 27 | Mike Conway            | Andretti Autosport           |           | 1:22.7828 | 1:22.6986 |           |
| 10        | 5  | Takuma Sato            | KV Racing Technology - Lotus | 1:23.4955 |           | 1:22.7379 |           |
| 11        | 06 | James Hinchcliffe (R)  | Newman/Haas Racing           | 1:23.4911 |           | 1:22.8450 |           |
| 12        | 19 | Sébastien Bourdais     | Dale Coyne Racing            | 1:23.4266 |           | 1:22.9084 |           |
| 13        | 78 | Simona de Silvestro    | HVM Racing                   | 1:23.6807 |           |           |           |
| 14        | 14 | Vitor Meira            | A. J. Foyt Enterprises       |           | 1:23.3196 |           |           |
| 15        | 26 | Marco Andretti         | Andretti Autosport           | 1:23.7682 |           |           |           |
| 16        | 2  | Oriol Servià           | Newman/Haas Racing           |           | 1:23.4015 |           |           |
| 17        | 7  | Danica Patrick         | Andretti Autosport           | 1:24.0967 |           |           |           |
| 18        | 83 | Charlie Kimball (R)    | Chip Ganassi Racing          |           | 1:23.7126 |           |           |
| 19        | 17 | Raphael Matos          | AFS Racing                   | 1:24.1890 |           |           |           |
| 20        | 77 | Alex Tagliani          | Sam Schmidt Motorsports      |           | 1:23.7801 |           |           |
| 21        | 82 | Tony Kanaan            | KV Racing Technology - Lotus | 1:24.2205 |           |           |           |
| 22        | 4  | J. R. Hildebrand (R)   | Panther Racing               |           | 1:23.8443 |           |           |
| 23        | 34 | Sebastian Saavedra (R) | Conquest Racing              | 1:24.2963 |           |           |           |
| 24        | 18 | James Jakes (R)        | Dale Coyne Racing            |           | 1:23.8492 |           |           |
| 25        | 24 | Ana Beatriz (R)        | Dreyer & Reinbold Racing     |           | 1:24.8246 |           |           |
| 26        | 59 | E. J. Viso             | KV Racing Technology - Lotus | sem tempo |           |           |           |
| Relatório |    |                        |                              |           |           |           |           |

- (R) - Rookie

### Corrida
| Pos       | Nº | Piloto                 | Equipe                       | Voltas | Tempo        | Largada | Voltas na Liderança | Pontos |
| --------- | -- | ---------------------- | ---------------------------- | ------ | ------------ | ------- | ------------------- | ------ |
| 1         | 12 | Will Power             | Team Penske                  | 55     | 2:04:05.2964 | 1       | 32                  | 53     |
| 2         | 38 | Graham Rahal           | Chip Ganassi Racing          | 55     | +4.6723      | 5       | 0                   | 40     |
| 3         | 6  | Ryan Briscoe           | Team Penske                  | 55     | +7.9037      | 4       | 0                   | 35     |
| 4         | 10 | Dario Franchitti       | Chip Ganassi Racing          | 55     | +10.1470     | 6       | 0                   | 32     |
| 5         | 2  | Oriol Servià           | Newman/Haas Racing           | 55     | +15.8188     | 16      | 0                   | 30     |
| 6         | 27 | Mike Conway            | Andretti Autosport           | 55     | +16.6775     | 9       | 0                   | 28     |
| 7         | 22 | Justin Wilson          | Dreyer & Reinbold Racing     | 55     | +20.0131     | 8       | 0                   | 26     |
| 8         | 5  | Takuma Sato            | KV Racing Technology - Lotus | 55     | +23.0683     | 10      | 23                  | 24     |
| 9         | 06 | James Hinchcliffe (R)  | Newman/Haas Racing           | 55     | +25.2924     | 11      | 0                   | 22     |
| 10        | 4  | J. R. Hildebrand (R)   | Panther Racing               | 55     | +31.3172     | 22      | 0                   | 20     |
| 11        | 34 | Sebastian Saavedra (R) | Conquest Racing              | 55     | +36.4261     | 23      | 0                   | 19     |
| 12        | 9  | Scott Dixon            | Chip Ganassi Racing          | 55     | +42.1974     | 3       | 0                   | 18     |
| 13        | 59 | E. J. Viso             | KV Racing Technology - Lotus | 55     | +45.8266     | 26      | 0                   | 17     |
| 14        | 26 | Marco Andretti         | Andretti Autosport           | 55     | +1:14.5634   | 15      | 0                   | 16     |
| 15        | 18 | James Jakes (R)        | Dale Coyne Racing            | 55     | +1:16.2783   | 24      | 0                   | 15     |
| 16        | 83 | Charlie Kimball (R)    | Chip Ganassi Racing          | 54     | +1 volta     | 18      | 0                   | 14     |
| 17        | 14 | Vitor Meira            | A. J. Foyt Enterprises       | 53     | +2 voltas    | 14      | 0                   | 13     |
| 18        | 28 | Ryan Hunter-Reay       | Andretti Autosport           | 50     | +5 voltas    | 2       | 0                   | 12     |
| 19        | 77 | Alex Tagliani          | Sam Schmidt Motorsports      | 48     | +7 voltas    | 20      | 0                   | 12     |
| 20        | 78 | Simona de Silvestro    | HVM Racing                   | 49     | +9 voltas    | 13      | 0                   | 12     |
| 21        | 3  | Hélio Castroneves      | Team Penske                  | 46     | +9 voltas    | 7       | 0                   | 12     |
| 22        | 82 | Tony Kanaan            | KV Racing Technology - Lotus | 46     | +9 voltas    | 21      | 0                   | 12     |
| 23        | 7  | Danica Patrick         | Andretti Autosport           | 46     | +9 voltas    | 17      | 0                   | 12     |
| 24        | 24 | Ana Beatriz (R)        | Dreyer & Reinbold Racing     | 46     | Abandonou    | 25      | 0                   | 12     |
| 25        | 17 | Raphael Matos          | AFS Racing                   | 28     | Abandonou    | 19      | 0                   | 10     |
| 26        | 19 | Sébastien Bourdais     | Dale Coyne Racing            | 20     | Abandonou    | 12      | 0                   | 10     |
| Relatório |    |                        |                              |        |              |         |                     |        |

## Tabela do campeonato após a corrida
Observe que somente as dez primeiras posições estão incluídas na tabela.
| Pos | Var     | Piloto           | Pontos |
| --- | ------- | ---------------- | ------ |
| 1   | Aumento | Will Power       | 168    |
| 2   | Baixa   | Dario Franchitti | 154    |
| 3   | Aumento | Oriol Servià     | 110    |
| 4   | Aumento | Mike Conway      | 102    |
| 5   | Aumento | Ryan Briscoe     | 101    |

| Pos | Var     | Piloto        | Pontos |
| --- | ------- | ------------- | ------ |
| 6   | Baixa   | Tony Kanaan   | 99     |
| 7   | Baixa   | Alex Tagliani | 85     |
| 8   | Baixa   | Scott Dixon   | 84     |
| 9   | Aumento | Graham Rahal  | 82     |
| 10  | Aumento | Takuma Sato   | 80     |